# VI distrito de París
El VI distrito de París (6.° distrito de París), también conocido como distrito de Luxemburgo, es un distrito de la ciudad de París. Tiene una población estimada, a inicios de 2021, de 40 209 habitantes.
Los distritos de París son subdivisiones administrativas intracomunales que funcionan de manera similar a las comunas o municipios pero con poderes sumamente restringidos. Estos distritos no tienen el estatus de colectividad territorial y tienen escasa relevancia desde el punto de vista práctico.

## Administración
El distrito está dividido en cuatro barrios :
- Saint-Germain-des-Prés
- Barrio Notre-Dame-des-Champs
- Barrio del Odéon
- Barrio de la Monnaie

## Demografía
| Año                      | Población | Densidad (hab./km²) |
| ------------------------ | --------- | ------------------- |
| 1872                     | 90 288    | 41 994              |
| 1911 (pico de población) | 102 993   | 47 815              |
| 1954                     | 88 200    | 41 023              |
| 1962                     | 80 262    | 37 262              |
| 1968                     | 70 891    | 32 911              |
| 1975                     | 56 331    | 26 152              |
| 1982                     | 48 905    | 22 704              |
| 1990                     | 47 891    | 22 234              |
| 1999                     | 44 919    | 20 854              |
| 2021 (est.)              | 40 219    | 18 702              |

## Lugares de interés
- Parques :
  - Jardín del Luxemburgo

- Monumentos :
  - Palacio del Luxemburgo (sede del Senado de Francia)
  - Abadía de Saint-Germain-des-Prés
  - Iglesia de Saint-Sulpice
  - Iglesia Notre-Dame-des-Champs

- Instituto de Francia

- Centros universitarios:
  - Universidad Panthéon-Assas
  - Universidad de París Cité
  - Escuela Nacional de Bellas Artes
  - Escuela de Estudios Superiores en Ciencias Sociales
  - Facultad de Medicina de París.

- Puentes:
  - Puente Nuevo
  - Puente Saint-Michel
  - Pont des Arts
  - Puente del Carrousel

- Fuentes:
  - Fuente Saint-Michel

## Principales calles
- Bulevar del Montparnasse
- Calle de Vaugirard
- Bulevar Saint-Michel
- Bulevar Raspail

## Transporte

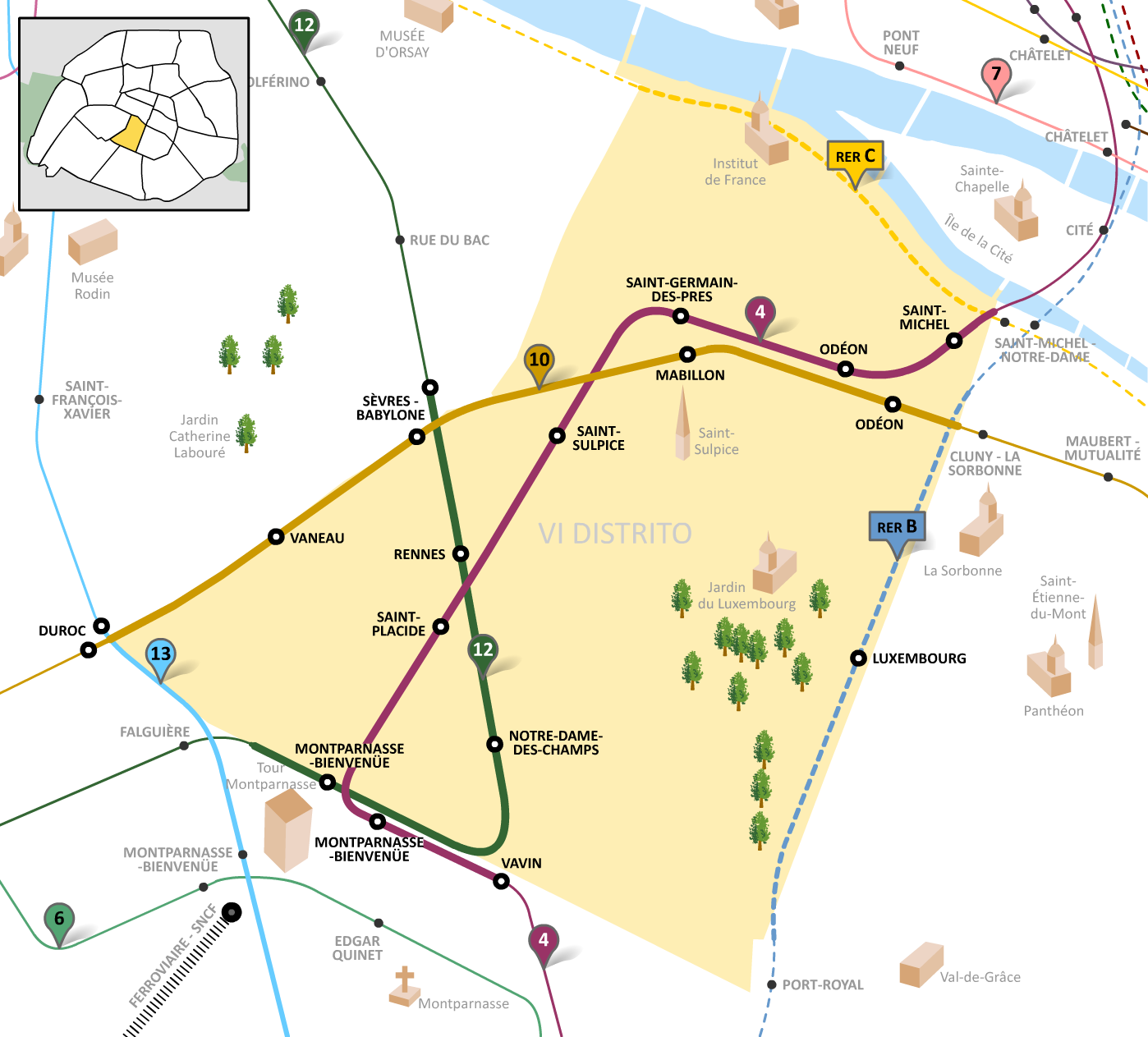
Mapa del metro y del RER en el VI Distrito

Hay cuatro líneas de metro y una del tren RER que tienen estaciones en el VI Distrito. Si bien el RER C también cruza dentro de sus límites, no tiene estaciones en el distrito, aunque la estación Saint-Michel - Notre-Dame se encuentra a pocos metros de su extremo noreste.
- (estaciones Saint-Michel, Odéon, Saint-Germain-des-Pres, Saint-Sulpice, Saint-Placide, Montparnasse - Bienvenüe y Vavin)
- (Odéon, Mabillon, Sèvres - Babylone, Vaneau y Duroc)
- (Sèvres - Babylone, Rennes, Notre-Dame-des-Champs y Montparnasse - Bienvenüe)
- (Duroc y Montparnasse - Bienvenüe)
- (estación Luxembourg)